# Туризм в Беларуси
Тури́зм в Беларуси
Развитие туризма в Республике Беларусь имеет три основных направления:
- Посещение достопримечательностей
- Организация отдыха в курортных районах (Нарочь, Минское море и др.)
- Экотуризм, агротуризм.

## Основные сведения
| Самые популярные направления выездного организованного туризма, тыс. чел.                            |
| --- |
| Графики недоступны из-за технических проблем. См. информацию на Фабрикаторе и на mediawiki.org.      |
| Болгария Египет Россия Турция Украина                                                                |
| Численность организованных туристов и экскурсантов, посетивших Республику Беларусь в 2018 году, тыс. |
| Графики недоступны из-за технических проблем. См. информацию на Фабрикаторе и на mediawiki.org.      |
| Латвия Литва Польша Россия Украина                                                                   |

В 2010 году действовало 978 экскурсионных маршрутов и туров по республике, более 300 маршрутов с активным способом передвижения (разрабатывались в 2009 году).
За 2010—2013 численность иностранных граждан, посетивших Беларусь (включая транзит и деловые поездки), выросла с 5,7 до 6,2 млн, из них 4,1 млн — из стран СНГ. Граждане Республики Беларусь в 2013 году совершили 8,8 млн поездок за границу, в том числе 3,4 млн — в страны СНГ; из-за отсутствия охраняемой границы с Россией точный учёт поездок в этом направлении отсутствует.
За 2012—2018 годы численность туристов и экскурсантов, посетивших Республику Беларусь в организованном порядке, выросла с 118,7 до 365,3 тыс. человек. Численность туристов, ежегодно выезжавших за границу с туристическими целями, за этот же период выросла с 492,8 до 850,7 тыс. человек:
В 2022 году Беларусь посетили 1 млн 391 тыс. 800 иностранных граждан.
|                              | 2012  | 2013  | 2014  | 2015  | 2016  | 2017  | 2018  |
| ---------------------------- | ----- | ----- | ----- | ----- | ----- | ----- | ----- |
| Прибыло всего, тыс.          | 118,7 | 136,8 | 137,4 | 276,3 | 217,4 | 282,7 | 365,5 |
| в том числе из стран СНГ     | 96    | 114,2 | 115,6 | 252,3 | 179,2 | 198,8 | 213,4 |
| в том числе из стран вне СНГ | 22,7  | 22,6  | 21,8  | 24    | 38,2  | 83,9  | 152,1 |
| Выехало всего, тыс.          | 492,8 | 708,4 | 740,5 | 738,7 | 495,7 | 727,5 | 850,7 |
| в том числе в страны СНГ     | 157   | 213,3 | 79,9  | 153,5 | 117,8 | 138,4 | 170   |
| в том числе в страны вне СНГ | 335,8 | 495,1 | 660,7 | 585,1 | 377,9 | 589,1 | 680,7 |

Самые популярные направления выездного туризма в 2018 году (более 10 тысяч человек):
- Египет — 211 962 человека
- Турция — 151 393
- Украина — 122 137
- Болгария — 49 821
- Россия — 47 033
- Испания — 32 228
- Польша — 30 245
- Греция — 28 080
- Грузия — 16 380
- Черногория — 16 188
- Чехия — 16 031
- Литва — 15 067
- Италия — 13 014
- Кипр — 10 537

Самые популярные направления въездного туризма в 2018 году (более 2 тысяч человек):
- Россия — 207 416 человек
- Литва — 59 564
- Польша — 46 305
- Латвия — 11 026
- Украина — 4016
- Германия — 3566
- Китай — 3277
- Испания — 3175
- Эстония — 2562
- Великобритания — 2298
- Израиль — 2069

Для стимулирования въездного туризма в Беларуси с 2022 года установлен режим безвизового въезда для граждан некоторых стран Европы. На 2025 год разрешён безвизовый въезд с туристическими целями гражданам 38 стран Европы, а также «негражданам» Латвии и Эстонии.

## Гостиницы
В 2018 году в Беларуси действовало 587 организаций, занимающихся размещением туристов, в том числе 385 гостиниц. Во всех организациях по размещению туристов на 31 декабря 2018 года было 20 590 номеров единовременной вместимостью в 38 444 человека. Единовременная вместимость гостиничных организаций в 2012—2018 годах в большинстве областей выросла до 30 %, в Гомельской области незначительно сократилась, в Минске — выросла вдвое до 11 431 места. В 2018 году в организациях по размещению туристов было размещено 2007 тыс. человек (970 тыс. граждан Республики Беларусь и 1037 тыс. иностранцев), средний коэффициент загруженности — 31 %. Самый высокий процент загруженности гостиниц и аналогичных организаций в 2018 году был зафиксирован в Минске — 41 %, в областях он был ещё ниже — от 24 % в Витебской и Могилёвской областях до 30 % в Брестской. В областях большую часть размещённых лиц составили граждане Республики Беларусь, в Минске — иностранные граждане (600,9 тыс. иностранцев, 184,8 тыс. граждан РБ).
Абсолютное большинство гостиниц не имело категории, 10 гостиниц имело категорию «2 звезды», 35 — 3 звезды, 5 — 4 звезды, 4 — 5 звёзд. Больше всего организаций по размещению туристов расположено в Минской и Витебской областях (126 и 105 соответственно), больше всего гостиниц — в Брестской и Минской областях (67 и 64 соответственно). В Минске расположены все гостиницы категории «5 звёзд», 4 из 5 гостиниц категории «4 звезды» (пятая — в Брестской области), 13 из 35 гостиниц категории «3 звезды» (во каждой из областей — от 3 до 5). Около половины организаций по размещению туристов находятся в государственной собственности (78 в республиканской, 193 — в коммунальной, то есть местных органов власти) и в частной собственности, ещё 20 — в иностранной собственности (в том числе 9 в Минске).

## Проблемы в сфере туризма
Проблемы в сфере туризма в Беларуси можно изложить следующим образом:
- дефицит квалифицированных кадров в сфере организации туризма;
- отсутствие системы подготовки, переподготовки и повышения квалификации кадров в сфере туризма, соответствующей мировым стандартам;
- низкое качество рекламы турпродукта;
- слабая информированность потенциальных туристов о номенклатуре и качестве отечественного и мирового рынка туристских услуг, позволяющая некоторым турфирмам давать потребителю ложную информацию;
- низкие темпы роста въездного туризма вследствие плохого качества сервиса, несоответствия материальной базы туризма международным стандартам[11].

## Маршруты
В список объектом всемирного наследия ЮНЕСКО включены 4 объекта — Беловежская пуща (совместно с Польшей), Мирский замок, Несвижский замок и белорусский участок Дуги Струве.

### Города
Немало городов в Беларуси имеют долгую историю. Во многих сохранились интересные достопримечательности. Среди наиболее популярных среди туристов городов Беларуси:
- Брест
- Витебск
- Гомель
- Гродно
- Минск
- Несвиж
- Полоцк

### Усадьбы
Представляют туристический интерес, имеют свою классификацию. Усадьбы классифицируются по категориям — от 4 («Над Неманом» — Гродненская область, Лидский район, «Плещеницы» Минская область, Логойский район, «Розета» — Витебская область, Браславский район) и ниже.

### Монастыри
В Беларуси есть несколько известных православных монастырей. Среди них особое место занимает полоцкий Спасо-Ефросиниевский монастырь и Свято-Успенский Жировичский ставропигиальный мужской монастырь.

### Горнолыжные комплексы
На время зимы туристы посещают горнолыжные комплексы: Якутские горы, Логойск, Силичи, Альпийский снег.

### Замки
В Беларуси есть замки, среди уцелевших или отреставрированных можно выделить:
- Несвижский замок
- Мирский замок
- Лидский замок
- Коссовский замок (он же Дворец Пусловских)
- Ружанский замок (также Ружанский дворец)

## Сфера туристических услуг

### Питание
Предприятий общественного питания в Беларуси достаточно для удовлетворения запросов туристов. Исключением могут стать разве что небольшие сёла. В плане кухни какое-то разнообразие представлено только в крупных городах уровня областных центров. Повсеместно представлены русская и белорусская кухни. Наиболее известными (за границей) блюдами белорусской кухни являются картофель, драники, сало, полендвица.

### Транспорт
- Железные дороги и автомобильный транспорт — главные виды транспортного сообщения в стране. Сеть железных дорог ориентирована на главную магистраль, проходящую через Оршу, Минск и Брест, которая соединяет Беларусь с Москвой и Санкт-Петербургом на востоке и Варшавой на западе.
- Национальный аэропорт «Минск» является главным воздушным портом Беларуси. По техническим характеристикам он не имеет себе равных в республике. Аэропорт «Минск» находится в 50 км (30 миль) от Минска. На площадях аэровокзала оказывается ряд услуг для авиапассажиров. Работают отделения банка и пункт обмена валют, открыты два ресторана, кафе, бары, сеть магазинов и киосков, медпункт, пункты проката автомобилей, такси, почтовое отделение, парикмахерская и т. д.[13]
- Автомобильные дороги Беларуси — проложенные по территории Республики Беларусь республиканские (в том числе национальный сегмент международных), местные и ведомственные дороги для движения автомобильного транспорта. Всего в Беларуси более чем 83 тыс. км дорог общего пользования и около 200 тыс. км ведомственных (сельскохозяйственных, промышленных предприятий, лесных и др.), в том числе 10 тыс. км в городах и населённых пунктах.

## Агротуризм(сельский туризм)
Беларусь привлекает туристов разнообразием живописных зелёных районов, где могут сменяться огромные зелёные луга, густые лесные массивы, чистые озёра и реки, и, конечно, болота, которыми славится эта местность.
В последнее время набирает всё большую силу. По сравнению с другими странами ещё очень слаб. Основные объекты:
- Минская область: Вилейка, Нарочь, Несвиж, Смиловичи
- Брестская область: Жабинка, Пружаны
- Гродненская область: Березовка, Зельва, Островец

Имеются также и в Могилёвской области.
Сеть агроусадеб по республике расширяется год от года: на 1 января 2009 года в Беларуси насчитывались 474 агроэкоусадьбы — в 2,5 раза больше по сравнению с 2007 годом. В лидерах по числу таких мест отдыха — Витебская и Минская области (157 и 125 агроэкоусадеб соответственно).
По данным ОО «Агро- и экотуризм», реально работают примерно 250 усадеб. В 2007 году в Республике было 18 тысяч агротуристов, в 2008 году — уже 39 тысяч (оставили 2 млрд белорусских рублей).

### Проекты
Министерство спорта и туризма Республики Беларусь: создание вдоль границы комбинированных туров с соседними странами: Литвой, Латвией, Польшей.

## Государственный надзор за иностранными туристами
В 2016 году законодательно установлено, что гостиницы, отели и иные места временного проживания обязаны предоставлять в милицию сведения о прибывшем иностранце в течение трёх часов с момента его заселения.